# Kakkewieten
De Kakkewieten zijn een Belgisch theatergezelschap.

## Geschiedenis
De Kakkewieten hadden in 1995 hun eerste mediaoptreden in de televisieprogramma's De Vliegende Doos en de Liegende Doos, met Bart Peeters. In 1995 speelden de acteurs mee als figurant in de kinderserie Kulderzipken. In 2004 stonden ze op de planken met hun theatershow Frustration Island / De Ingebeelde Grieken een stevig bijgekruide versie van Odysseus en in 2007 volgde Mixico Impossible dat handelde over het leven van Charlotte van Saksen-Coburg en zich afspeelde in Mexico. Op 10 maart 2011 kwamen ze na vier jaar samen voor hun nieuwe show Apocalyps Wauw in HetPaleis te Antwerpen. Het stuk handelt over de dood en het einde van de wereld.

## Leden

### Acteurs
- Natali Broods
- Adriaan Van den Hoof
- Dimitri Leue
- Pieter Embrechts
- Tine Embrechts
- Tine Reymer
- Ariane van Vliet
- Koen De Graeve
- Robby Cleiren

### Muzikanten
- Tom Hautekiet
- Stoffel Verlackt
- Kris Cleiren
- Jonas Van den Bossche
- Benjamin Boutreur
- Antoon Offeciers
- Sam Vloemans

### Ex-leden
- Bart Voet

## Voorstellingen
- Frustration Island / De Ingebeelde Grieken (2004)[4]
- Mixico Impossible (2007)
- Apocalyps Wauw (2011)